# Adelphobates castaneoticus
Adelphobates castaneoticus es una especie de anfibio anuro de la familia Dendrobatidae.

## Distribución geográfica
Esta especie es endémica del estado de Pará en Brasil. 
Vive en el bosque primario. Es una especie terrestre que rara vez se aleja del suelo.

## Descripción
Su librea es negra con manchas blancas y naranjas. Los machos miden de 17.9 a 20.3 mm y las hembras de 21.5 a 22.7 mm. Es una especie diurna.

## Etimología
Su nombre de la especie, compuesto del latín castanea, "castaño", y - (t)icus, "que pertenece a", le fue dado, no con referencia al castaño o al castaño europeo, sino a Bertholletia excelsa, Un árbol que también produce nueces y comúnmente se llama Castanha do Pará. Las nueces de este árbol, comunes en el rango de esta especie, sirven, una vez que caen al agua, para albergar a los renacuajos de esta especie.

## Publicación original
- Caldwell & Myers, 1990 : A new poison frog from Amazonian Brazil: with further revision of the quinquevittatus group of Dendrobates. American Museum Novitates, n.º 2988, p. 1-21[5]